# Remedios Oliva Berenguer
Remedios Oliva Berenguer (Badalona, 29 de setiembre de 1918 - Granes, 12 de mayo de 2023) fue una modista exiliada en 1939, que estuvo en el campo de concentración de Argelès-sur-Mer y en el campo de Saint-Cyprien. En 1940 fue madre en la Maternidad de Elna, asistida por Elisabeth Eidenbenz. Fue la última madre superviviente de esa maternidad. Escribió La noia de la capsa de fils, una biografía que se inicia cuando abandona Badalona hacia los campos de refugiados y que narra su adaptación a Francia. Vivió el resto de su vida en la región de Occitania.